# سان نيكولا ديل ألتو
سان نيكولا ديل ألتو (بالإيطالية: San Nicola dell'Alto) هي كومونا ومدينة في مقاطعة كروتوني، في قلورية، جنوب إيطاليا.